# Resurrection (album de Common)
Pour les articles homonymes, voir Résurrection (homonymie).
Albums de Common Sense
Can I Borrow a Dollar?
(1992) One Day It'll All Make Sense
(1997)
Singles
1. I Used to Love H.E.R.
Sortie : 27 septembre 1994
2. Resurrection
Sortie : 6 décembre 1994

Resurrection est le deuxième album studio de Common (sous le nom de Common Sense), sorti le 25 octobre 1994.
En 1998, le magazine américain The Source l'a classé parmi ses « 100 meilleurs albums de rap ».

## Liste des titres
Tous les titres sont produits par No I.D., à l'exception de Chapter 13 (Rich Man Vs. Poor Man) et Sum Shit I Wrote, produits par Ynot.
| No  | Titre                                                  | Contient un (des) sample(s) de | Durée |
| --- | ------------------------------------------------------ | --- | ----- |
| 1.  | Resurrection                                           | Dolphin Dance de l'Ahmad Jamal Trio Sorcerer of Isis de Power of Zeus No Delayin' de Nice & Smooth I Got It Made de Special Ed | 3:47  |
| 2.  | I Used to Love H.E.R.                                  | The Changing World de George Benson I'm Gonna Do You des Jungle Brothers Still Talkin' d'Eazy-E | 4:39  |
| 3.  | Watermelon                                             | Sweet Inspiration de King Curtis Get Outta My Life Woman de The New Apocalypse Just to Get a Rep de Gang Starr A Who Seh Me Dun de Cutty Ranks Sucker M.C.'s (Krush Groove 1) de Run–D.M.C. Just Rhymin' With Biz de Big Daddy Kane featuring Biz Markie                     | 2:39  |
| 4.  | Book of Life                                           | Everybody Loves the Sunshine du Roy Ayers Ubiquity Get Up, Stand Up de Bob Marley and The Wailers Stoop Rap de Double Trouble The Message de Grandmaster Flash and The Furious Five featuring Grandmaster Melle Mel et Duke Bootee Welcome to the Terrordome de Public Enemy | 5:06  |
| 5.  | In My Own World (Check the Method) (featuring No I.D.) | Las Vegas Tango de Gary Burton But Not for Me du Modern Jazz Quartet The Mixed Up Cup de Clyde McPhatter Keep It Rollin' de A Tribe Called Quest featuring Large Professor                                                                                                   | 3:32  |
| 6.  | Another Wasted Nite With...                            | | 1:02  |
| 7.  | Nuthin' to Do                                          | Walk on By de Living Jazz Leroy the Magician de Gary Burton Protect Ya Neck du Wu-Tang Clan Heidi Hoe de Common | 5:20  |
| 8.  | Communism                                              | The Surest Things Can Change de Freddie Hubbard Knocking 'Round the Zoo (1971 Version) de James Taylor and The Flying Machine | 2:16  |
| 9.  | WMOE                                                   | Capricorn du The Cannonball Adderley Quintet | 0:24  |
| 10. | Thisisme                                               | Something's Got a Hold on Me d'Etta James The Power of Love d'Alton McClain & Destiny Momma Miss America de Paul McCartney Build and Destroy des Boogie Down Productions I'm Also a Client de Sy Sperling                                                                    | 4:54  |
| 11. | Orange Pineapple Juice                                 | Hydra de Grover Washington, Jr. Hostile d'Erick Sermon featuring Keith Murray Going Back to Cali de LL Cool J Thisisme de Common Maybe Tomorrow de Grant Green | 3:28  |
| 12. | Chapter 13 (Rich Man Vs. Poor Man)                     | Cross Country d'Archie Whitewater You're Getting a Little Too Smart des Detroit Emeralds Buggin Out de A Tribe Called Quest The Message de Grandmaster Flash and The Furious Five featuring Grandmaster Melle Mel et Duke Bootee Gucci Time by Schoolly D (1985)             | 5:23  |
| 13. | Maintaining                                            | But Not for Me du Modern Jazz Quartet Why Can't People Be Colors Too? des Whatnauts Scenario (Remix) de A Tribe Called Quest featuring Leaders of the New School et Kid Hood                                                                                                 | 3:49  |
| 14. | Sum Shit I Wrote                                       | Outside Love de Brethren I Need Love de LL Cool J | 4:31  |
| 15. | Pop's Rap (Interprété par Lonnie « Pops » Lynn)        | Thisisme de Common | 3:22  |

## Classements

### Album
| Année | Album        | Position      | Position               |
| Année | Album        | Billboard 200 | Top R&B/Hip-Hop Albums |
| 1994  | Resurrection | 179e          | 27e                    |

### Singles
| Année | Titre                 | Position                         | Position        | Position                           | Position |
| Année | Titre                 | Hot R&B/Hip-Hop Singles & Tracks | Hot Rap Singles | Hot Dance Music/Maxi-Singles Sales |          |
| 1994  | I Used to Love H.E.R. | 91e                              | 31e             | 34e                                |          |
| 1995  | Resurrection          | 88e                              | 22e             | 13e                                |          |